# جون بوش (لاعب كريكت)
جون بوش (20 أغسطس 1928 في المملكة المتحدة - ) (بالإنجليزية: John Bush)‏ هو لاعب كريكت بريطاني. لعب مع Oxfordshire County Cricket Club ‏ ونادي الكريكت في جامعة أكسفورد ‏.

## وصلات خارجية
- جون بوش على موقع إي آس بي آن كريك إنفو (الإنجليزية)